# Oskar Appelius

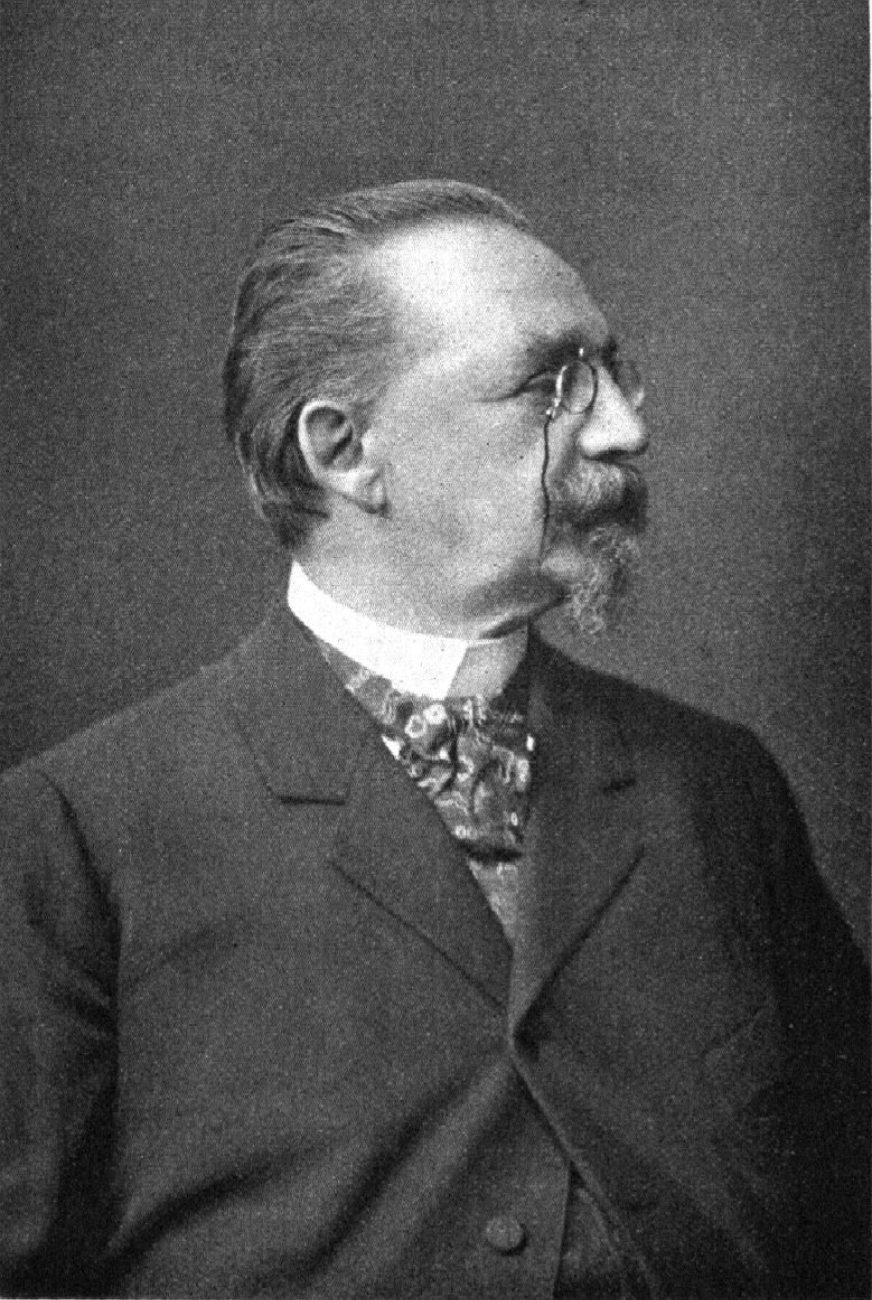
Oskar Appelius

Friedrich August Oscar Appelius (* 11. November 1837 in Berlin; † 27. September 1904 in Charlottenburg) war ein deutscher Architekt und preußischer Militär-Baubeamter.

## Leben

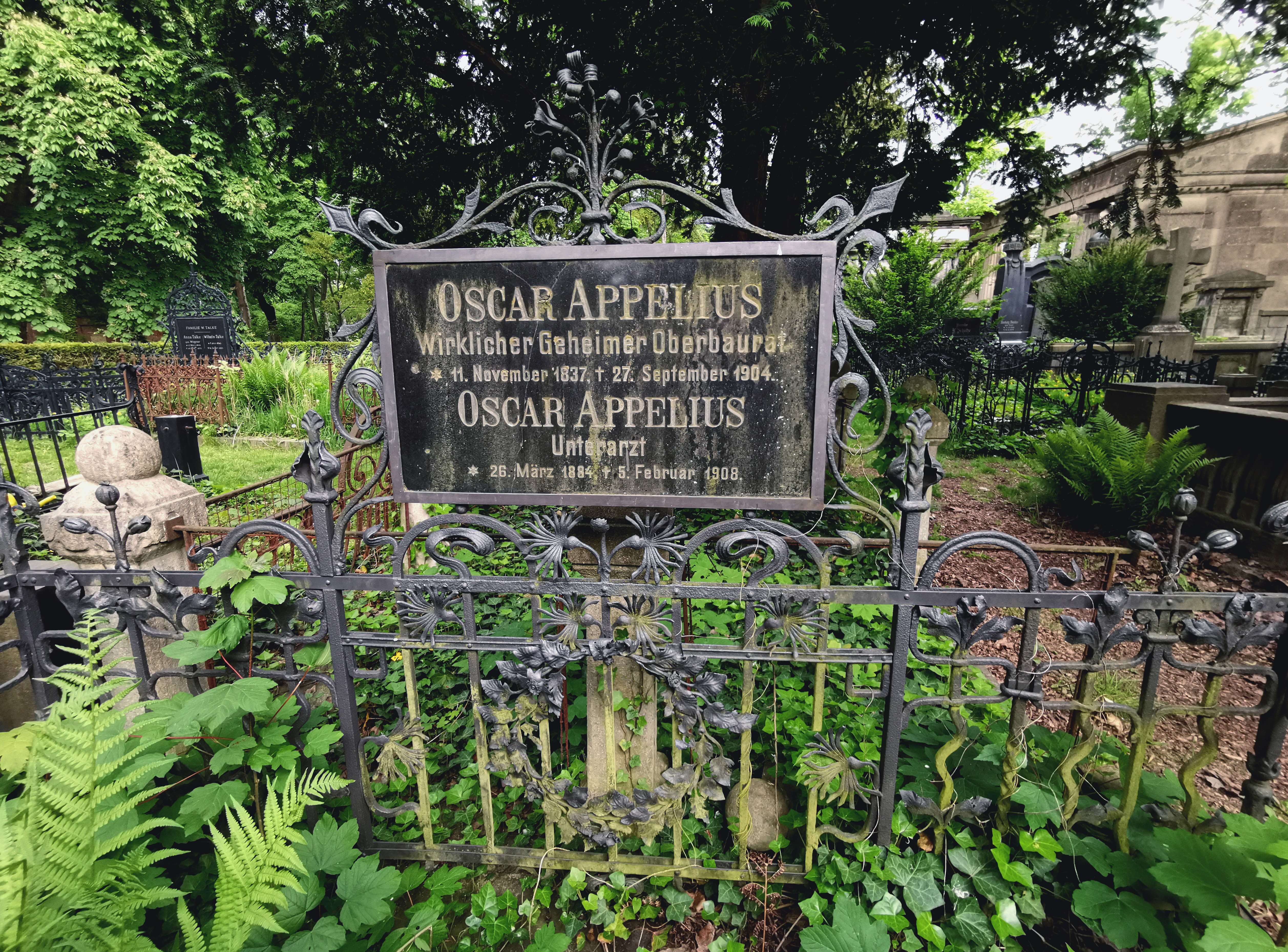
Grab auf dem Friedhof I der Georgen-Parochialgemeinde in Berlin

Oskar Appelius war der Sohn des Apothekers und Stadtältesten von Berlin Friedrich Adolph Heinrich Appelius (1796–1873) und dessen Ehefrau Emilie Auguste Appelius geb. Franck. Ab 1848 war er Schüler im Gymnasium zum Grauen Kloster und machte dort 1857 Abitur. Nach Stationen der Ausbildung 1857/1858 bei Stadtbaurat Gustav Holtzmann und 1858–1861 an der Berliner Bauakademie mit abschließender Bauführerprüfung (erstes Staatsexamen) war er von 1861 bis 1863 praktisch tätig beim Architekten Martin Gropius. 1864 legte Appelius das zweite Staatsexamen zum Regierungsbaumeister (Assessor) ab.
Ab 1871 war Appelius im Entwurfsbüro der Berlin-Anhaltischen Eisenbahn-Gesellschaft tätig. 1876 ging er von dort in die Militärbauverwaltung und wurde 1877 Garnison-Bauinspektor. 1879 wurde er als Intendantur- und Baurat nach Stettin versetzt, 1883 dann nach Straßburg. 1888 berief man ihn in das Preußische Kriegsministerium in Berlin, wo er 1890 Geheimer Baurat sowie Vortragender Rat und 1895 Oberbaurat wurde. 1897 wurde ihm dort die Leitung der Militärbauverwaltung übertragen. Am 9. Februar 1898 wurde er zum Mitglied der Preußischen Akademie des Bauwesens berufen. Von 1891 bis 1893 und von 1896 bis 1898 war er Vorstandsmitglied des Architekten-Vereins zu Berlin (AVB). Ende 1903 wurde Appelius als Wirklicher Geheimer Oberbaurat in den Ruhestand versetzt.
Sein Grabmal befindet sich auf dem Georgen-Parochial-Friedhof I. 
Sein Bruder war der Amtsgerichtsrat Hermann Appelius (1836–1908), sein Neffe der preußische Verwaltungsjurist Franz Appelius.

## Bauten und Entwürfe
- 1876: Empfangsgebäude des Hauptbahnhofs in Dessau
- 1878–1881: Kaserne des 1. Garde-Feld-Artillerie-Regiments in Berlin-Moabit, Kruppstraße (Bauleitung, zusammen mit Richard La Pierre; nach Vorgaben von Gustav Voigtel und Entwurf von Garnison-Bauinspektor Otto Heimerdinger)[4]
- 1879–1880: Offizierskasino in Berlin-Moabit, Perleberger Straße 62 (Bauleitung, 1879 von La Pierre abgelöst, nach Entwurf von Otto Heimerdinger; nach dem Zweiten Weltkrieg als Ballhaus Tiergarten genutzt, seit 2001 Sitz der Usbekischen Botschaft)[5]
- 1879–1881: Oberfeuerwerkerschule in Berlin-Moabit, Invalidenstraße / Lehrter Straße (Bauleitung, zusammen mit La Pierre, nach Entwurf von Verworn; nicht erhalten)
- 1879–1888: Erweiterung der Ulanenkaserne in Berlin-Moabit (zusammen mit La Pierre)
- 1886–1887: Kasernen in Saarburg (Lothringen)[6]
- 1892: Villa für den Verlagsbuchhändler Richard Appelius in (Berlin-)Charlottenburg, Knesebeckstraße 63